# Йельская школа драмы
Йельская школа драмы (англ. Yale School of Drama) — факультет Йельского университета, расположенного в Нью-Хейвене, Коннектикут, США. Основана в 1924 году.

## История
Школа ведёт свою историю от Йельской драматической ассоциации — второго театрального колледжа США за всю историю страны (1900). На этой базе в 1924 году был основан драматический факультет и школа искусств, первый выпуск которой состоялся в 1931 году.

## Известные выпускники и сотрудники
Среди выпускников и преподавателей Йельской школы драмы — такие выдающиеся актёры и режиссёры, как:
- Никос Псахаропулос (род. 1928) — американский театральный продюсер, режиссёр и педагог.
- Марк Трэвис[англ.] (род. 1943) — американский театральный режиссер, телережиссёр и кинорежиссёр, педагог.
- Мерил Стрип (род. 1949) — американская актриса, лауреат трёх премий «Оскар» (1980, 1981, 2012) и «Золотой глобус» (1980, 1982, 1983, 2003, 2004, 2007, 2010, 2012, 2017).
- Фрэнсис Макдорманд (род. 1957) — американская актриса, лауреат четырёх премий «Оскар» (1997, 2018, 2021 — дважды) и трёх премий «Золотой глобус» (1994, 2018, 2021).
- Эми Акино (род. 1957) — американская характерная актриса.
- Анджела Бассетт (род. 1958) — американская актриса, номинант на премию «Оскар».
- Дилан Бейкер (род. 1959) — американский актёр.
- Патриша Кларксон (род. 1959) — американская актриса, лауреат премий «Эмми» и «Золотой глобус», а также номинант на «Оскар».
- Бриджет Флэнери (род. 1970) — американская актриса.
- Брайан Тайри Генри (род. 1982) — американский актёр, номинант на премию «Оскар».
- Лупита Нионго (род. 1983) — американская актриса, лауреат премии «Оскар» (2014)